# فرودگاه صحرایی لوس آلامیتوس ارتش
فرودگاه صحرایی لوس آلامیتوس ارتش (به انگلیسی: Los Alamitos Army Airfield) یک فرودگاه نظامی است . این فرودگاه در شهر لوس آلامیتوس، کالیفرنیا کشور ایالات متحده آمریکا قرار دارد و در ارتفاع ۱۱ متری از سطح دریا واقع شده است.